# جيمس موريس (مغني)
جيمس موريس (بالإنجليزية: James Morris)‏ هو مغني ومغني أوبرا أمريكي، ولد في 10 يناير 1947 في بالتيمور في الولايات المتحدة.

## وصلات خارجية
- جيمس موريس على موقع ميوزك برينز (الإنجليزية)
- جيمس موريس على موقع أول ميوزيك (الإنجليزية)
- جيمس موريس على موقع ديسكوغز (الإنجليزية)